# Stazione di Castelleone
La stazione di Castelleone, gestita dalla Rete Ferroviaria Italiana, è una stazione ferroviaria situata sulla linea Treviglio-Cremona nel comune di Castelleone. L'impianto è ubicato ai confini del centro abitato, vicino alla Strada Provinciale che collega Castelleone alla frazione di Le Valli e che porta in direzione Brescia.

## Strutture e impianti

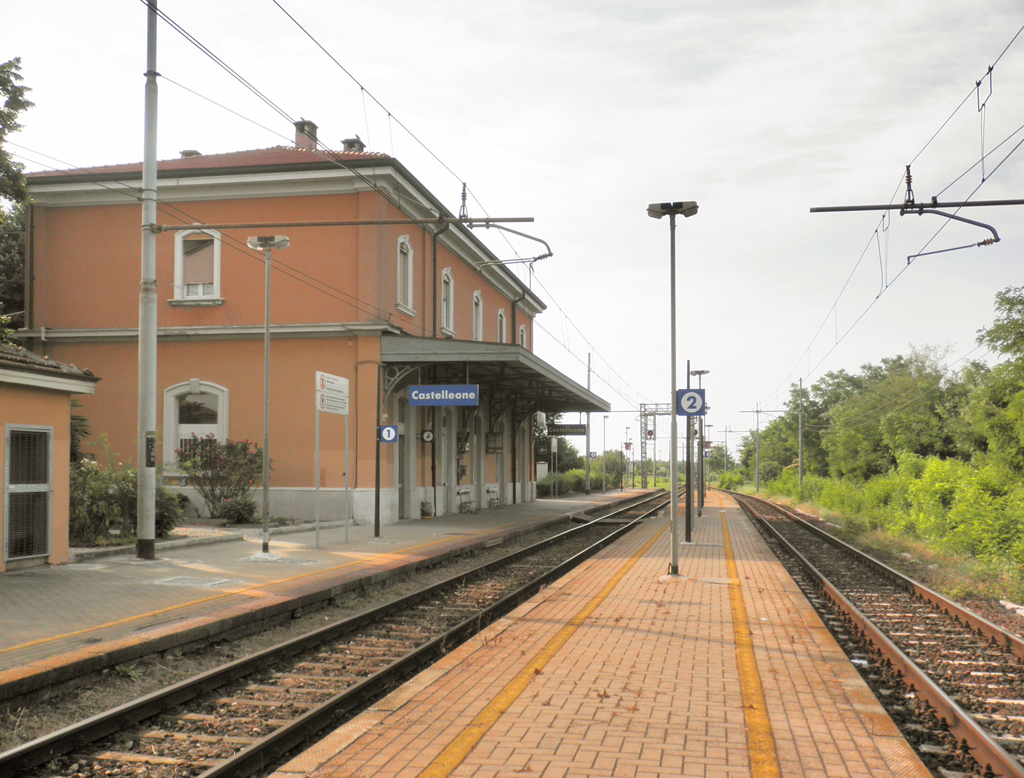
Lato binari

Il piazzale è costituito da due binari. Lato Cremona è presente un piccolo scalo merci di due binari, provvisto di un magazzino merci. L'impianto ferroviario è dotato di un deposito di biciclette non custodito, di servizi igienici e di una sala d'aspetto. Il fabbricato viaggiatori, in via Stazione al civico 12, ospita la sede locale dove si tengono i corsi di formazione della onlus Centro di Ascolto Uomini Maltrattanti, nonché la sede del gruppo comunale di protezione civile "Castrum Leonis".

## Servizi
La stazione dispone di:
- Servizi igienici
- Sala di attesa